# Luigi Fabbri
Luigi Fabbri (Fabriano, Itália 1877 - Montevidéu, Uruguai 1935) foi um anarquista e ensaísta italiano. Ele deu uma grande contribuição para a organização e o desenvolvimento teórico do movimento anarquista. Foi pai da escritora e militante Luce Fabbri.

## Biografia
Luigi Fabbri é mais conhecido no Brasil por ser amigo e companheiro de Errico Malatesta, mas também foi uma figura importante para o anarquismo europeu.
Lutou na ‘Semana Vermelha’ que foi a greve geral dos sindicatos em 1914, por esse feito foi exilado na Suíça, um primeiro exílio muito breve. Depois, ele estava exilado em Londres, foi em um barco mercante ao Sul da Itália e percorreu toda a península e apareceu em Génova, aclamado pela multidão como um líder revolucionário.
Posteriormente dirigiu um jornal do qual Malatesta também participava, o Umanitá Nuova, primeiro em Milão e depois em Roma.
Em 1919 e 1920, na tomada das fábricas, os anarquistas tiveram um papel muito importante. Porem seu papel não foi muito importante devido ao fato de morar em Bolonha que não era uma cidade industrial, ele desejava que os trabalhadores não deixassem as fábricas, mesmo assim contribuiu com seus artigos, enquanto Malatesta foi as fábricas em Roma, para pessoalmente tratar que o movimento prosseguisse.
O movimento havia sido interrompido pelos reformistas. A central sindical majoritária era socialista (marxista), não era socialista revolucionária. Havia, portanto, divisões no partido socialista: havia os maximalistas (revolucionários) e os “legalistas”. ele, nessa altura, já estava muito pessimista. Pensava que o momento revolucionário tinha passado e, claro, desejava aproveitar esta última oportunidade, mas não acreditava muito em um desfecho favorável aos anarquistas.
Passou a ter grandes dificuldades na Itália de então, sobretudo desde que  Mussolini tomou o poder em 1922, foi preso duas vezes. Mas já antes de 22, porque em Bolonha foi um dos pontos onde se lutou, foi quase o berço do fascismo de ação, dos bandos, dos esquadrões “punitivos”, da violência, Depois de 1922, coisas foram de mal a pior para os anarquistas. Ainda que o regime não tivesse sido imediatamente totalitário, nos primeiros tempos puderam continuar a sair algumas publicações: Pensiero e Volontá fundou-se em 1924 e pouco tempo depois foi suspensa.
Umanitá Nova tinha cessado como diário depois de um atentado por volta de 1920, Foi um atentado horrível. Malatesta estava preso estava em greve de fome porque não o processavam. Não o podiam processar porque não podiam condená-lo. Mas não o libertavam porque queriam acabar com a Umanitá Nova. E a situação prolongava-se, Umanitá Nova continuava a sair na mesma, com o trabalho realizado por outros militantes, e saiu de forma irregular até Malatesta morrer.
Fabbri era professor de escola primária, tendo continuado a ensinar durante mais quatro anos. Em 1926 veio a obrigação para os professores primários de jurar fidelidade ao regime, à qual ele se negou. Teve que cruzar a fronteira para França. E, então, separou-se de sua família. Seu filho foi para Roma trabalhar, Sua mulher foi também para Roma após a morte de sua sogra, e sua filha ficou em Bolonha durante dois anos.
Depois sua filha e sua mulher foram com ele para França, seu filho continuou em Roma onde se casou, e não voltaram a se ver.
Estava para ser expulso de França por pressão da embaixada italiana. tinha de renovar, de quinze em quinze dias, a autorização para ficar, porque havia um ministro socialista que facilitava o processo. Mas, uma noite, ele tinha a autorização assinada pelo Ministro do Interior que lhe permitia ficar mais quinze dias e veio a polícia ao hotel, levaram-no até à fronteira da Bélgica e ensinaram-lhe como deveria passar clandestinamente para “não ser apanhado pela polícia belga pois poderia seria enviado de novo para cá e nós teremos que o prender.” Conseguiu chegar a Bruxelas e ali começou a preocupar-se com a viagem para a América do Sul. Pouco tempo depois reuniu-se com sua família em Antuérpia e embarcaram em um barquinho de marinha mercante, porque nenhum barco grande os aceitaria sem passaporte, foram até o Uruguai.
Já trabalhava para a revista La Protesta (de Buenos Aires) a partir da Europa, e nos últimos tempos havia intensificado muito o seu trabalho. Era um diário. Podia manter uma redação e, por excepção, vivia praticamente disso nos últimos tempos de desterro na Europa. E, inicialmente, no Uruguai também. sua base económica foi o jornalismo, sobretudo na La Protesta. Mas, em geral, quando ele escrevia para publicações libertárias, não cobrava nada. Tinha o seu trabalho de professor e organizou a sua vida, de forma que o seu trabalho para o movimento fosse completamente independente dos recursos materiais para a vida prática. Mas, nessa fase transitória, ele teve que aceitar a retribuição da La Protesta. Mas durou muito pouco, porque em 6 de Setembro de 1930, um golpe militar terminou com o governo democrático e com a imprensa de esquerda. Então o jornal La Protesta foi encerrado. Apreenderam todos os livros, tinham um magnífica biblioteca, destruíram a tipografia
Iniciou uma revista em formato de jornal que se publicava na tipografia da La Protesta e se distribuía a partir da Argentina. Mas, com o golpe de estado, não se pode permanecer lá e, então, continuou no Uruguai. Foram 3 ou 4 números que saíram na Argentina e depois sempre no Uruguai, até quando entrou no hospital, donde não saiu vivo.

## Obras
- The Poverty of Statism. Anarchism versus Marxism.
- L'Ideale Anarchico ISBN 978-1478289524.
- La Letteratura Violenta Nell'anarchismo ISBN 978-1478289531.
- La Lutte Humaine: Luigi Fabbri, le Mouvement Anarchiste Italien et la Lutte Contre le Fascism ISBN 978-2903013264.